# Wolfgang Pauli
«  Pauli » redirige ici. Pour les autres significations, voir Pauli (homonymie).
Ne doit pas être confondu avec Wolfgang Paul, physicien connu pour  le développement de la technique de capture d'ions.
Wolfgang Ernst Pauli (25 avril 1900 à Vienne – 15 décembre 1958 à Zurich) est un physicien autrichien connu pour sa définition du principe d'exclusion en mécanique quantique, ou principe de Pauli, qui lui valut le prix Nobel de physique de 1945. Il est également lauréat de la médaille Franklin en 1952.
À partir de 1929, il travaille avec Werner Heisenberg à l'élaboration de la théorie quantique des champs, ouvrant la construction de modèles de description des particules élémentaires qui combinent les règles de la mécanique quantique avec celles de la relativité restreinte, y compris pour le modèle standard.
Pauli est aussi connu pour l'invention — soit la postulation théorique —, en 1930, du neutrino, particule élémentaire surprenante et paradoxale puisqu'elle ne possède en principe ni charge ni masse, et qu'elle n'interagit que très faiblement avec la matière.
Avec entre autres Einstein, Bohr, Heisenberg et Schrödinger, il fait partie de ceux qui ont pensé la révolution relativiste et quantique de la physique moderne, et l'ébranlement philosophique sans précédent qu'elle provoque.

## Biographie

### Enfance

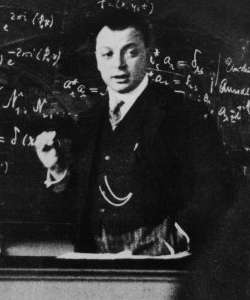
Wolfgang Ernst Pauli.

Wolfgang Ernst Pauli est né le 25 avril 1900 d'un père professeur des universités, Wolfgang Joseph Pauli (1869-1955), et d'une mère journaliste et juriste, Bertha Camilla Schütz (1878-1927). Son père, dont le nom d'origine est Wolf Pascheles, était d'abord de confession juive, avant de se convertir au catholicisme peu avant son mariage en 1899. Pauli avait aussi une sœur, Hertha (1906-1973), qui fut actrice et écrivain. Son deuxième prénom lui a été donné en l'honneur de son parrain, le physicien Ernst Mach. Au lycée à Vienne, Pauli était considéré comme un enfant prodige en mathématiques.

### Études
À partir de 1919, il commence des études de physique à l'université de Munich avec pour professeur Arnold Sommerfeld. Depuis 1898, Sommerfeld était chargé d'écrire le cinquième volume de la Enzyklopädie der mathematischen Wissenschaften, consacré à la physique. Il sollicite dans un premier temps la collaboration d'Albert Einstein pour rédiger l'article sur la relativité, mais ce dernier refuse. Sommerfeld fait alors appel à Pauli, dont la relativité était la spécialité, lors de son inscription aux cours de Sommerfeld. C'est ainsi qu'à 21 ans, Pauli publie son article de synthèse des théories de la relativité restreinte et de la relativité générale pour l'Encyclopédie mathématique,. Voilà ce qu'en dit Einstein dans une lettre du 30 décembre 1921 adressée à Born : « Pauli est un type épatant pour ses 21 ans ; il peut être fier de son article pour l'Encyclopédie. »
En 1921, il obtient son doctorat avec pour sujet l'atome d'hydrogène avec mention summa cum laude. Son travail est perçu comme décevant, mais il montre cependant clairement la limite du modèle de l'atome de Bohr, auquel il travaille en tant qu'assistant de Max Born à Göttingen entre 1921 et 1922.

### Carrière scientifique

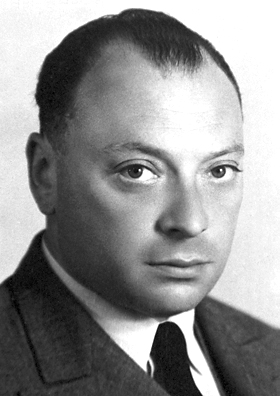
Pauli en 1945.

Pendant les années 1922 et 1923, il travaille aux côtés de Niels Bohr à Copenhague. Entre 1923 et 1928, il enseigne à Hambourg avant de partir à l'ETH de Zurich, où il obtient un poste de professeur de physique théorique. Il y fait la connaissance du psychiatre Carl Gustav Jung avec qui il a, sa vie durant, des échanges fructueux, notamment sur le hasard et/ou les coïncidences significatives que Jung appelait synchronicité.
À partir de 1935, il est aux États-Unis, où il occupe des postes de professeur invité, notamment à l'Institute for Advanced Study à Princeton durant les années 1935-1936, mais aussi à l'université du Michigan, en 1931 et 1941, et l'université Purdue, en 1942. En tant que citoyen allemand (en raison de l'anschluss), il ne participe pas aux projets scientifiques de la guerre.
En 1946, il obtient la citoyenneté américaine, mais revient la même année à l'ETH de Zurich, où une place de professeur lui avait été gardée. En 1949, il devient citoyen suisse. Dans les années 1950, il retourne régulièrement à Princeton afin de donner des cours en tant que professeur invité. Dans les dernières années de sa vie, il participe à la fondation du CERN. Il meurt le 15 décembre 1958 d'un ulcère gastro-duodénal. Son épouse est décédée en 1987.
Pauli a eu pour assistants : Ralph Kronig, Félix Bloch, Rudolf Peierls, Hendrik Casimir, Markus Fierz, Nicholas Kemmer, Victor Weisskopf et Res Jost. Robert Oppenheimer fut l'un de ses étudiants.
En 1930, Pauli reçoit la médaille Lorentz, et en 1945, le prix Nobel de physique « pour la découverte du principe d'exclusion, aussi appelé principe de Pauli ». Enfin en 1958, la médaille Max-Planck lui est remise, peu de temps avant son décès.
Il est nommé membre étranger de la Royal Society le 23 avril 1953.

### Relation avec le psychiatre Carl Gustav Jung
Pauli consulte Carl Gustav Jung en 1931, pour des rêves récurrents ainsi que pour une tendance à l'alcoolisme. Une amitié s'ensuit entre les deux hommes, qui correspondirent et coécrivirent l'ouvrage The Interpretation of Nature and the Psyche en 1952, aux côtés des physiciens Markus Fierz et Pascual Jordan notamment. Pauli et Jung souhaitaient explorer, quoique différemment, les ponts entre la physique fondamentale et la psychologie. Ils parvinrent alors à cette déclaration commune :

« La psyché et la matière sont régies par des principes communs, neutres, qui ne sont pas, en soi, identifiables. »

On assiste alors à un échange de lettres et d'idées pendant un quart de siècle entre ces deux chercheurs de premier plan, et à l'effort de chacun pour comprendre le domaine de l'autre afin d'enrichir et d'approfondir sa propre réflexion. Leur but avoué est de découvrir ce point d'unité dans le réel où la connaissance scientifique objective de la nature à travers ses règles et ses lois, et la connaissance intérieure de la psyché avec ses manifestations de l'inconscient, trouveraient une source ou une structure communes. C'est la quête passionnée d'un arrière-fond unifié aux mondes de la matière et de l'esprit, qu'ils poursuivent ensemble. À l'issue de cette quête, comme le fera Koestler plus tard, Pauli parvient à la conviction qu’il n’est pas de grande invention scientifique qui échappe à l’emprise de l’inconscient. D’où la conclusion à laquelle il aboutit, que la constitution de la science ne se fait pas dans un pur processus rationnel, mais qu’elle est dépendante d’intuitions archétypiques, qu'elle s'enracine dans un terreau que gouvernent les archétypes, ces formes vides de l'inconscient collectif et équivalents en psychologie des idées de Platon, ces systèmes imaginatifs que l’on voit le mieux à l’œuvre lors du surgissement de nouvelles théories. C'est le cas de Kepler, au moment où il fonde au XVIIe siècle l’astronomie moderne et scientifique, que Pauli étudie dans son ouvrage traduit et publié par les éditions Albin Michel en 2002, et originellement publié conjointement avec l'étude de Jung sur la synchronicité. C'est aussi le cas de la physique quantique à sa naissance, à laquelle Pauli a étroitement participé.
Dans la même veine, Heisenberg relate les pensées de Pauli au sujet du lien entre le perçu et les concepts :

« Tous les penseurs cohérents en sont venus à la conclusion que la logique pure est fondamentalement incapable de construire un tel lien. La solution la plus satisfaisante, semble-t-il, est d'introduire à ce stade le postulat d'un ordre du cosmos qui soit distinct du monde des apparences et indépendant de notre volonté. Qu'il s'agisse d'objets physiques qui participent aux Idées ou du comportement de choses métaphysiques, c'est-à-dire en soi réelles, la relation entre la perception sensorielle et l'Idée reste une conséquence du fait que l'âme et ce qui est connu au travers de la perception sont régis par un ordre, objectivement conçu. »

La pierre de touche de cette relation entre psyché et matière, pour Jung comme pour Pauli, est la synchronicité. 

Les quatre lois fondamentales de l'unus mundus, dont la synchronicité.

Dans leur ouvrage commun, Synchronicité comme principe de connexions a-causales (1952), ils schématisent les quatre lois fondamentales de l'unus mundus (monde un) sous une forme quaternaire ; la synchronicité est ce qui manque pour aboutir à une compréhension unitaire de la psyché et de la physis. Sur proposition de Pauli, la figure est bâtie de telle manière que les postulats de la psychologie analytique et ceux de la physique se trouvent satisfaits.
Quelle importance Pauli accordait-il à ce lien entre la psyché et la matière, et à la synchronicité en particulier, dans la vie quotidienne ? Un exemple illustrera cette importance pour lui : l'effet Pauli. Il pensait en effet être frappé d'une sorte de "malédiction synchronistique" selon laquelle le fonctionnement des machines et le déroulement des expériences auraient eu tendance à être perturbés par sa seule présence. Cet effet Pauli est considéré par plusieurs physiciens modernes, dont Étienne Klein[Information douteuse], comme une idée délirante : « personne ne penserait que la présence de Pauli en tant que telle influencerait les machines, ce serait du délire pur et simple. ». Or, pour le principal protagoniste, tous ces bris d'équipements que lui et d'autres avaient observés quand il s'en approchait étaient effectivement dus, « synchronistiquement », à lui. L'effet Pauli serait alors un phénomène de macro-psychokinèse. Cet effet, qui lui valut d'être interdit d'accès dans le laboratoire d'un de ses collègues, Otto Stern, l'aurait motivé à entretenir une longue relation épistolaire avec Jung, mais aussi avec Hans Bender, fondateur d'un institut de recherches en parapsychologie.
Avec entre autres Albert Einstein, Niels Bohr, Werner Heisenberg et Erwin Schrödinger, il pense la révolution relativiste et quantique de la physique moderne, l'ébranlement philosophique sans précédent qu'elle provoque. Dans un dialogue constant avec ces théoriciens importants, mais aussi par l'exploration réitérée des liens qu'elle peut tisser avec d'autres disciplines comme l'histoire de la philosophie, la psychologie des profondeurs et la psychologie analytique de Carl G. Jung, l'épistémologie, l'anthropologie, l'étude des doctrines traditionnelles  (dont l'hindouisme, le bouddhisme, le néoplatonisme et le taoïsme), il a tenté de comprendre ce que cette révolution changeait dans notre représentation du monde, et quels étaient ses enjeux métaphysiques. Il a essayé d'en évaluer toutes les conséquences pour en tirer les principes d'une philosophie moderne : à partir de son activité scientifique, il voulait en effet comprendre comment toute connaissance est possible, quelle est la nature de l'interaction entre la conscience et le réel, comment penser l'unité de la matière et de l'esprit.

## Œuvres majeures

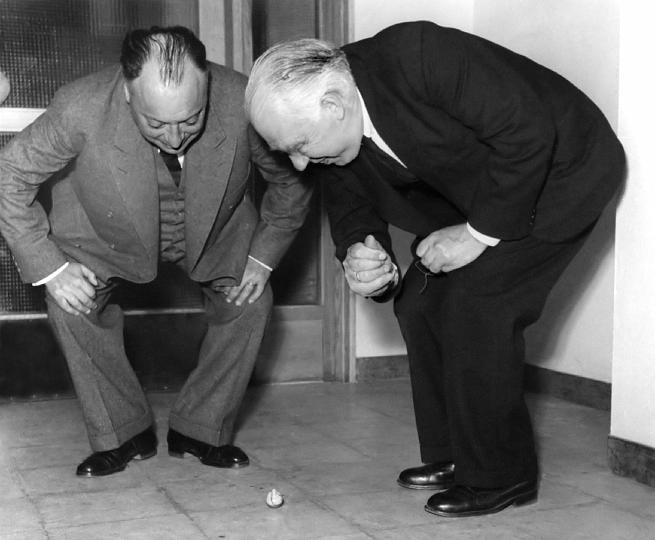
Pauli et son collègue Bohr observant une toupie tippe-top, ou « toupie magique », dont la particularité est de se retourner durant sa rotation (spin) (Lund, Suède, juillet 1954).

Pauli a apporté une contribution essentielle à la physique moderne, et plus spécialement au domaine de la mécanique quantique. Son perfectionnisme le limitait dans ses publications, mais il eut de nombreux échanges épistolaires, avec notamment Bohr, Jordan et Heisenberg, à qui il soumettait souvent son travail avant d'être publié.
- En 1924, Pauli découvre[17] le spin du noyau, qui permet d'expliquer la structure hyperfine des spectres atomiques.
- En 1925, il introduit[18] un nouveau degré de liberté à la mécanique quantique. Ce degré est identifié par George Uhlenbeck et Samuel Goudsmit comme étant le spin de l'électron. Pauli formule ensuite le principe d'exclusion qui porte aujourd'hui son nom, postulat fondamental de la physique quantique selon lequel deux électrons (et plus généralement deux fermions) appartenant à un même système ne peuvent se trouver dans le même état quantique.
- En 1926, peu de temps après la publication de la représentation matricielle de la mécanique quantique par Heisenberg, Pauli l'utilise[19] pour expliquer le spectre de l'atome d'hydrogène, qui confirme la théorie de Heisenberg.
- En 1927, Pauli introduit[20] les matrices de Pauli, pour décrire le spin des électrons.
- En 1930, il est le premier[21] à postuler l'existence du neutrino pour remédier à la non-conservation apparente de l'énergie au cours des désintégrations β. Il a ainsi contribué de manière fondamentale au développement de la dynamique mésonique. Les preuves expérimentales ne seront obtenues qu'en 1956 par Frederick Reines et Clyde Cowan.
- En 1940, il donne[22] une démonstration générale du théorème spin-statistique dans le cadre de la théorie quantique des champs. À cette occasion, il trouva une justification de son principe d'exclusion.
- En 1949, il trouve[23] avec Felix Villars une méthode pour la régularisation des singularités en mécanique quantique des champs. Cette publication fait suite au travail mené avec Werner Heisenberg, Victor Weisskopf et Pascual Jordan, durant les années 1930 et 1940.
- En 1955, il prouve[24] le théorème de symétrie CPT. La découverte de la violation de parité par l'interaction faible est un choc pour Pauli.
- Les années suivantes, il se consacre de nouveau à la relativité générale, et notamment à la théorie de Kaluza-Klein.

## Citations

### Sur Pauli
« Je savais que c'était un génie, comparable seulement à Einstein. Comme scientifique, il était même plus grand qu'Einstein. Mais c'était un type d'homme complètement différent, qui à mes yeux n'atteignait pas la grandeur d'Einstein. »

— Max Born, dans ses échanges épistolaires avec Einstein,[source insuffisante].

« Il est extraordinairement intelligent et est capable de beaucoup, un si bon assistant, je n'en retrouverai plus jamais. »

— Max Born, en 1921 à propos de son assistant Pauli,[source insuffisante].

### De Pauli
- Adressée à John von Neumann : « Si faire de la physique, c'était démontrer des théorèmes, tu serais un grand physicien[27]. »
- Lors d'un séminaire en 1955 : « Les physiciens de l'époque ne croient pas que la gravitation et la relativité générale soient de la physique. Ne s'occupent de la relativité que deux sortes de gens, les mathématiciens et les astronomes, aucun physicien normal ne s'occupe de la relativité[28]. »
- En parlant des cristaux : « Dieu a créé le volume, le diable la surface[29]. »
- « un ami montra [à Pauli] l'article d'un jeune physicien, qu'il jugeait de peu de valeur, mais sur lequel il souhaitait avoir l'avis de Pauli. Pauli répondit tristement : "ce n'est même pas faux" » [30].

## Publications
- (en) Wolfgang Pauli ; Theory of relativity, Encyklopädie der Mathematischen Wissenschaften (1921). Traduction anglaise (1958) rééditée par Dover Publications, Inc. (1981)  (ISBN 0-486-64152-X). Ce livre, annoté par l'auteur en 1956 pour la sortie de l'édition anglaise, reste une mine d'informations pour les références historiques.
- (en) Wolfgang Pauli ; General Principles of Quantum Mechanics, Springer-Verlag (1980),  (ISBN 3540098429). Traduction anglaise d'un article de revue paru à l'origine dans le Handbuch der Physik
- (en) Wolfgang Pauli ; Pauli lectures, Dover  (ISBN 0486446808). Cours en 6 volumes donné à la fin des années 1950 à l'ETH de Zurich. Également disponibles en volumes séparés :
  - (en) Wolfgang Pauli ; Electrodynamics, Dover  (ISBN 0486414574)
  - (en) Wolfgang Pauli ; Optics and the Theory of Electrons, Dover  (ISBN 0-486-41458-2)
  - (en) Wolfgang Pauli ; Thermodynamics and the Kinetic Theory of Gases, Dover  (ISBN 0-486-41461-2)
  - (en) Wolfgang Pauli ; Statistical Mechanics, Dover  (ISBN 0-486-41460-4)
  - (en) Wolfgang Pauli ; Wave Mechanics, Dover  (ISBN 0-486-41462-0)
  - (en) Wolfgang Pauli ; Selected Topics in Field Quantization, Dover  (ISBN 0-486-41459-0)
- (en) Charles P. Enz & Karl von Meyen (eds.) ; Wolfgang Pauli - Writings on physics & philosophy, Springer (1994)  (ISBN 3-540-56859-X)
- Wolfgang Pauli ; Physique moderne et philosophie, trad. Claude Maillard. Paris, Albin Michel, 1999. (coll. « Sciences d'aujourd'hui »),  (ISBN 2-226-10784-3). Traduction française de l'ouvrage précédent, mais sans l'iconographie.
- Wolfgang Pauli ; Le cas Kepler. Paris, Albin Michel, 2002 (coll. « Sciences d'aujourd'hui »),  (ISBN 2-226-11424-6). Le texte de cette étude sur Kepler de Pauli est précédé d'un essai de Werner Heisenberg intitulé : Les conceptions philosophiques de Wolfgang Pauli.
- Wolfgang Pauli & Carl Gustav Jung ; Correspondance 1932-1958. Paris, Albin Michel, 2000. (coll. « Sciences d'aujourd'hui »),  (ISBN 2-226-10785-1). Pauli a suivi dans les années trente une cure analytique avec l'un des élèves de Jung, cure dont la série de rêves a été étudiée par Jung lui-même dans : Psychologie et alchimie.

#### Bases de données et dictionnaires
- Ressources relatives à la recherche :   - The Academic Family Tree
  - Académie des sciences de Heidelberg
  - INSPIRE-HEP
  - MacTutor
  - Mathematical Reviews
  - Mathematics Genealogy Project
  - Scopus
  - ZbMATH
- Ressource relative à la littérature :   - Internet Speculative Fiction Database
- Ressource relative au spectacle :   - Les Archives du spectacle
- Notices dans des dictionnaires ou encyclopédies généralistes :   - Base de données des élites suisses
  - Britannica
  - Brockhaus
  - Den Store Danske Encyklopædi
  - Deutsche Biographie
  - Dictionnaire historique de la Suisse
  - Enciclopedia italiana
  - Enciclopedia De Agostini
  - Gran Enciclopèdia Catalana
  - Hrvatska Enciklopedija
  - Internetowa encyklopedia PWN
  - Nationalencyklopedin
  - Munzinger
  - Österreichisches Biographisches Lexikon 1815–1950
  - Proleksis enciklopedija
  - Store norske leksikon
  - Treccani
  - Universalis
  - Visuotinė lietuvių enciklopedija
- Notices d'autorité :   - VIAF
  - ISNI
  - BnF (données)
  - IdRef
  - LCCN
  - GND
  - Italie
  - Japon
  - CiNii
  - Espagne
  - Belgique
  - Pays-Bas
  - Pologne
  - Israël
  - NUKAT
  - Catalogne
  - Suède
  - Australie
  - WorldCat